# Wereldkampioenschappen roeien 1999
De 29e editie van de wereldkampioenschappen roeien werd in 1999 gehouden in St. Catharines, Canada. Het was de tweede keer dat het toernooi hier werd georganiseerd.

## Medaillewinnaars

### Mannen
| Bootklasse              | Goud | Goud | Zilver | Zilver | Brons | Brons |
| Skiff M1x               | Robert Waddell |      | Xeno Müller |        | Derek Porter |       |
| Lichte skiff LM1x       | Karsten Nielsen |      | Michal Vabrousek |        | Gergely Kokas |       |
| Dubbel twee M2x         | Slovenië Luka Špik Iztok Čop |      | Duitsland Stefan Röhnert Sebastian Mayer |        | Noorwegen Olaf Tufte Fredrik Brekken |       |
| Twee zonder M2-         | Australië Drew Ginn James Tomkins |      | Frankrijk Michel Andrieux Jean-Christophe Rolland                                                                                            |        | Kroatië Oliver Martinov Ninoslav Saraga |       |
| Twee met M2+            | Verenigde Staten James Neil Phil Henry Nicholas Anderson                                                                                                  |      | Duitsland Jörg Dießner Enrico Schnabel Felix Erdmann (c)                                                                                     |        | Argentinië Damian Ordás Walter Balunek Patricio Mouche |       |
| Lichte dubbel twee LM2x | Italië Michelangelo Crispi Leonardo Pettinari |      | Australië Haimish Karrash Bruce Hick |        | Duitsland Bernhard Ruhling Ingo Euler |       |
| Lichte twee zonder LM2- | Italië Stefano Basalini Paolo Pittino |      | Chili Miguel Cerda Christian Yantani |        | Ierland Neville Maxwell Anthony O'Connor |       |
| Dubbel vier M4x         | Duitsland Marco Geisler Andreas Hajek Stephan Volkert André Willms                                                                                        |      | Oekraïne Oleh Lykov Oleksandr Marchenko Leonid Shaposhnikov Oleksandr Zaskalko                                                               |        | Australië Jason Day Duncan Free Peter Hardcastle Stuart Reside |       |
| Vier zonder M4-         | Verenigd Koninkrijk James Cracknell Steve Redgrave Ed Coode Matthew Pinsent                                                                               |      | Australië Ben Dodwell Bo Hanson Geoff Stewart James Stewart                                                                                  |        | Italië Lorenzo Carboncini Riccardo Dei Rossi Valter Molea Carlo Mornati |       |
| Vier met M4+            | Verenigde Staten Tom Murray Daniel Protz Garrett Klugh Jake Wetzel Sean Mulligan                                                                          |      | Verenigd Koninkrijk Rick Dunn Jonny Searle Jonny Singfield Graham Smith Alistair Potts                                                       |        | Roemenië Ovidiu Cornea Vasile Măstăcan Valentin Robu Nicolae Țaga Dumitru Răducanu                                                                                                  |       |
| Lichte dubbel vier LM4x | Italië Simone Forlani Daniele Gilardoni Franco Sancassani Mauro Baccelli                                                                                  |      | Duitsland Manuel Brehmer Franz Mayer Dennis Niemeyer Thorsten Schmidt                                                                        |        | Ierland Neal Byrne James Lindsay-Fynn Noel Monahan Gearoid Towey |       |
| Lichte vier zonder LM4- | Denemarken Eskild Ebbesen Thomas Ebert Victor Feddersen Thomas Poulsen                                                                                    |      | Australië Darren Balmforth Simon Burgess Anthony Edwards Robert Richards                                                                     |        | Frankrijk Laurent Porchier Jean-David Bernard Yves Hocdé Xavier Dorfman |       |
| Acht M8+                | Verenigde Staten Bryan Volpenhein Robert Kaehler Porter Collins Thomas Welsh Michael Wherley Jeffrey Klepacki Garrett Miller Chris Ahrens Peter Cipollone |      | Verenigd Koninkrijk Bob Thatcher Ben Hunt-Davis Fred Scarlett Louis Attrill Luka Grubor Kieran West Tim Foster Steve Trapmore Rowley Douglas |        | Rusland Sergey Matveyev Aleksandr Litvinchev Dmitri Kovalev Vladimir Volodenkov Andrey Glukhov Dimitri Axenov Nikolay Aksyonov Pavel Melnikov Dmitry Rozinkevich Aleksandr Lukyanov |       |
| Lichte acht LM8+        | Verenigde Staten William Plifka Chris Kerber John Cashman Eric Den Besten Kevin Cotter Greg Ruckman Nicholas Tripician Sean Kammann Alexey Salamini       |      | Verenigd Koninkrijk Phil Baker Gareth Davis Aiden Tucker Mike Louzado James McGarva Ned Kittoe Nick Strange Ben Webb Christian Cormack       |        | Italië Lorenzo Bertini Filippo Dodero Stefano Fraquelli Carlo Grande Andrea Lupini Salvatore Messina (roeier) Marco Paniccia Bruno Pasqualini Antonio Cirillo                       |       |

### Vrouwen
| Bootklasse              | Goud | Goud | Zilver | Zilver | Brons | Brons |
| Skiff W1x               | Jekaterina Karsten |      | Katrin Rutschow |        | Roemjana Nejkova |       |
| Lichte skiff LW1x       | Pia Vogel |      | Lisa Schlenker |        | Maria Julia Garisoain |       |
| Dubbel twee W2x         | Duitsland Jana Thieme Kathrin Boron |      | China Lin Liu Xioyun Zhang |        | Nederland Eeke van Nes Pieta van Dishoeck |       |
| Twee zonder W2-         | Canada Emma Robinson Theresa Luke |      | Duitsland Kathleen Naser Eike Hipler |        | Australië Kate Slatter Rachael Taylor |       |
| Lichte dubbel twee LW2x | Roemenië Constanța Burcică Camelia Macoviciuc |      | Verenigde Staten Christine Collins Sarah Garner |        | Australië Virginia Lee Sally Newmarch |       |
| Lichte twee zonder LW2- | Verenigde Staten Rachel Anderson Linda Muri |      | Verenigd Koninkrijk Jane Hall Malindi Myers |        | Zimbabwe Jill Lancaster Nicola Davies |       |
| Dubbel vier W4x         | Duitsland Maren Derlien Meike Evers Kerstin Kowalski Manuela Lutze                                                                                        |      | Oekraïne Yana Kramarenko Svitlana Maziy Tetiana Ustiuzhanina Olena Morozova-Ronzhina                                                                    |        | Rusland Oxana Dorodnova Yuliya Levina Larisa Merk Olga Samulenkova                                                                                         |       |
| Vier zonder W4-         | Wit-Rusland Yuliya Bichyk Yelena Mikulich Olga Tratsevskaya Marina Znak                                                                                   |      | Duitsland Sandra Goldbach Marita Scholz Mira Van Daelen Sonja Van Daelen                                                                                |        | Verenigde Staten Sara Field Tristine Glick Wendy Wilbur Maite Urtasun                                                                                      |       |
| Lichte dubbel vier LW4x | Verenigde Staten Molly Brock Mary Angie Cummins Sara Den Besten Sherri Kiklas                                                                             |      | Duitsland Angelika Brand Maja Tarmstadt Anna Kleinz Christine Morawitz                                                                                  |        | Canada Nathalie Benzing Tracy Duncan Katrina Scott Renata Troc                                                                                             |       |
| Acht W8+                | Roemenië Georgeta Damian Maria Magdalena Dumitrache Doina Ignat Ioana Olteanu Marioara Popescu Doina Spîrcu Viorica Susanu Aurica Bărăscu Elena Georgescu |      | Verenigde Staten Torrey Folk Amy Fuller Sarah Jones Katherine Maloney Amy Marie Martin Elizabeth McCagg Linda Miller Monica Tranel-Michini Rajanya Shah |        | Canada Buffy-Lynne Williams Laryssa Biesenthal Alison Korn Theresa Luke Heather McDermid Emma Robinson Dorota Urbaniak Kubet Weston Lesley Thompson-Willie |       |

## Medaillespiegel
| Plaats | Land                | Goud | Zilver | Brons | Totaal |
| 1      | Verenigde Staten    | 6    | 3      | 1     | 10     |
| 2      | Duitsland           | 3    | 7      | 1     | 11     |
| 3      | Italië              | 3    | 0      | 2     | 5      |
| 4      | Roemenië            | 2    | 0      | 1     | 3      |
| 5      | Denemarken          | 2    | 0      | 0     | 2      |
| 5      | Wit-Rusland         | 2    | 0      | 0     | 2      |
| 7      | Verenigd Koninkrijk | 1    | 4      | 0     | 5      |
| 8      | Australië           | 1    | 3      | 3     | 7      |
| 9      | Zwitserland         | 1    | 1      | 0     | 2      |
| 10     | Canada              | 1    | 0      | 3     | 4      |
| 11     | Nieuw-Zeeland       | 1    | 0      | 0     | 1      |
| 11     | Slovenië            | 1    | 0      | 0     | 1      |
| 13     | Oekraïne            | 0    | 2      | 0     | 2      |
| 14     | Frankrijk           | 0    | 1      | 1     | 2      |
| 15     | Chili               | 0    | 1      | 0     | 1      |
| 15     | China               | 0    | 1      | 0     | 1      |
| 15     | Tsjechië            | 0    | 1      | 0     | 1      |
| 18     | Argentinië          | 0    | 0      | 2     | 2      |
| 18     | Ierland             | 0    | 0      | 2     | 2      |
| 18     | Rusland             | 0    | 0      | 2     | 2      |
| 21     | Bulgarije           | 0    | 0      | 1     | 1      |
| 21     | Hongarije           | 0    | 0      | 1     | 1      |
| 21     | Kroatië             | 0    | 0      | 1     | 1      |
| 21     | Nederland           | 0    | 0      | 1     | 1      |
| 21     | Noorwegen           | 0    | 0      | 1     | 1      |
| 21     | Zimbabwe            | 0    | 0      | 1     | 1      |
| Totaal | Totaal              | 24   | 24     | 24    | 72     |

Edities

1962 Luzern · 
1966 Bled · 
1970 St. Catharines · 
1974 Luzern · 
1975 Nottingham · 
1976 Villach · 
1977 Amsterdam · 
1978 Hamilton (alleen zwaar) · 
1978 Kopenhagen (alleen licht) · 
1979 Bled · 
1980 Hazewinkel · 
1981 München · 
1982 Luzern · 
1983 Duisburg · 
1984 Montréal · 
1985 Hazewinkel · 
1986 Nottingham · 
1987 Kopenhagen · 
1988 Milaan · 
1989 Bled · 
1990 Lake Barrington · 
1991 Wenen · 
1992 Montréal · 
1993 Račice · 
1994 Indianapolis · 
1995 Tampere · 
1996 Motherwell · 
1997 Aiguebelette · 
1998 Keulen · 
1999 St. Catharines · 
2000 Zagreb · 
2001 Luzern · 
2002 Sevilla · 
2003 Milaan · 
2004 Banyoles · 
2005 Gifu · 
2006 Eton · 
2007 München · 
2008 Ottensheim · 
2009 Poznań · 
2010 Hamilton · 
2011 Bled · 
2012 Plovdiv · 
2013 Chungju · 
2014 Amsterdam ·
2015 Aiguebelette ·
2016 Rotterdam ·
2017 Sarasota ·
2018 Plovdiv ·
2019 Ottensheim ·
2020 Bled ·
2021 Shanghai ·
2022 Račice ·
2023 Belgrado ·
2024 St. Catharines ·
2025 Shanghai · 
2026 Amsterdam

Onderdelen

Skiff · 
Lichte skiff · 
Dubbel twee · 
Lichte dubbel twee · 
Twee zonder · 
Lichte twee zonder · 
Twee met

Dubbel vier · 
Dubbel vier met · 
Lichte dubbel vier · 
Vier zonder · 
Lichte vier zonder · 
Vier met · 
Acht · 
Lichte acht